# Haughton (Louisiana)
Haughton és una població dels Estats Units a l'estat de Louisiana. Segons el cens del 2000 tenia 2.792 habitants.

## Demografia
Segons el cens del 2000, Haughton tenia 2.792 habitants, 1.038 habitatges, i 782 famílies. La densitat de població era de 255,4 habitants/km².
Dels 1.038 habitatges en un 40% hi vivien nens de menys de 18 anys, en un 54,5% hi vivien parelles casades, en un 16% dones solteres, i en un 24,6% no eren unitats familiars. En el 20,8% dels habitatges hi vivien persones soles el 7,6% de les quals corresponia a persones de 65 anys o més que vivien soles. El nombre mitjà de persones vivint en cada habitatge era de 2,68 i el nombre mitjà de persones que vivien en cada família era de 3,1.
Per edats la població es repartia de la següent manera: un 30,3% tenia menys de 18 anys, un 9,5% entre 18 i 24, un 31,7% entre 25 i 44, un 19,9% de 45 a 60 i un 8,7% 65 anys o més.
L'edat mediana era de 31 anys. Per cada 100 dones de 18 o més anys hi havia 88,1 homes.
La renda mediana per habitatge era de 33.417 $ i la renda mediana per família de 38.164 $. Els homes tenien una renda mediana de 28.224 $ mentre que les dones 21.897 $. La renda per capita de la població era de 14.689 $. Entorn del 12,7% de les famílies i el 14,6% de la població estaven per davall del llindar de pobresa.

## Poblacions més properes
El següent diagrama mostra les poblacions més properes.